# Nicole Narain
Nicole Narain (nacida el 28 de julio de 1974) es una modelo y actriz estadounidense.

## Carrera
Fue elegida Playmate del Mes en enero de 2002 por Playboy y ha aparecido en numerosos vídeos de Playboy
Ha aparecido en vídeos musicales como la canción de R.L. "Got Me a Model", "Luv You Better" de LL Cool J,  "I Don't Wanna Know" de Mario Winans y "Baby" de Fabolous. Narain también ha competido en el show de la NBC Fear Factor Edición Playboy Playmates, pero fue eliminada en la primera ronda.

## Vida personal
Nicole Narain nació el 28 de julio de 1974 en Aurora, Illinois. Tiene un hermano llamado Mike y una hermana llamada Mimi. Empezó a desarrollar su carrera como modelo desde que tenía 12 años. Descubierta por el editor de Playboy Kevin Kaster, apareció en la edición de marzo de 2000 de "Playboy". También fue Playmate del mes en enero de 2002. Nicole ha aparecido en videos de "Playboy" y como invitada en episodios de programas de televisión y participando en los videos musicales varios artistas. 
En 2005, Narain fue demandada por el actor irlandés Colin Farrell debido a un video privado mostrando sexo explícito con Colin Farrell y que estuvo fácilmente disponible en Internet a pesar de que Farrell presentó una orden de restricción contra Narain para evitar la venta, distribución o emisión de la cinta. A pesar de eso, aun así se encuentra disponible en un gran número de sitios web de Internet. La demanda acabó amigablemente.
El 4 de noviembre de 2009, Narain apareció en The Joy Behar Show para discutir su adicción al sexo. Esta aparición estaba en conjunción con su casting para el reality show Sex Rehab with Dr. Drew.